# Église Notre-Dame-du-Mont-Carmel de Barcelonne-du-Gers
L'église Notre-Dame-du-Mont-Carmel de Barcelonne-du-Gers est une église catholique située à Barcelonne-du-Gers, dans le département français du Gers en France.

## Présentation
L'église date du XVIe siècle, son clocher carré abrite quatre cloches, elle a une nef unique, un chevet ogival et plat, et des chapelles latérales. 
L'église, en cours de restauration en juin 2005, s'est écroulée au niveau des combles sans faire de victime à la suite d'une manœuvre incongrue. Les travaux de restauration, commencés en novembre 2007, se sont achevés officiellement par une messe solennelle le 27 septembre 2008, célébrée par l'abbé Charles Ferran, curé de la paroisse, concélébrée par l'abbé Tarcisius Clémentéï, ce dernier est décédé quelques jours après. 
Monseigneur Maurice Gardes, archevêque d'Auch est venu en personne célébrer une messe en l'honneur de la réouverture de l'église, puis est venu présider les obsèques de l'abbé Clémentéi.

## Description

### Intérieur

#### Lanef
La chaire date de 1862.
Les vitraux relatent les principales scènes de la vie de la Vierge Marie.

#### Lechœur
À l'entrée du chœur sont placées deux statues : à gauche, de sainte Jeanne d'Arc et à droite, du Sacré-Cœur de Jésus.
Le maître autel et le tabernacle sont en marbre blanc.
Le vitrail de l'abside représente Notre-Dame du Mont-Carmel remettant le scapulaire à saint Simon Stock. En arrière-plan sont représentés deux anges.
Sur les deux clés de voûte du chœur sont représentés : un évêque et une croix de Malte.

## Galerie

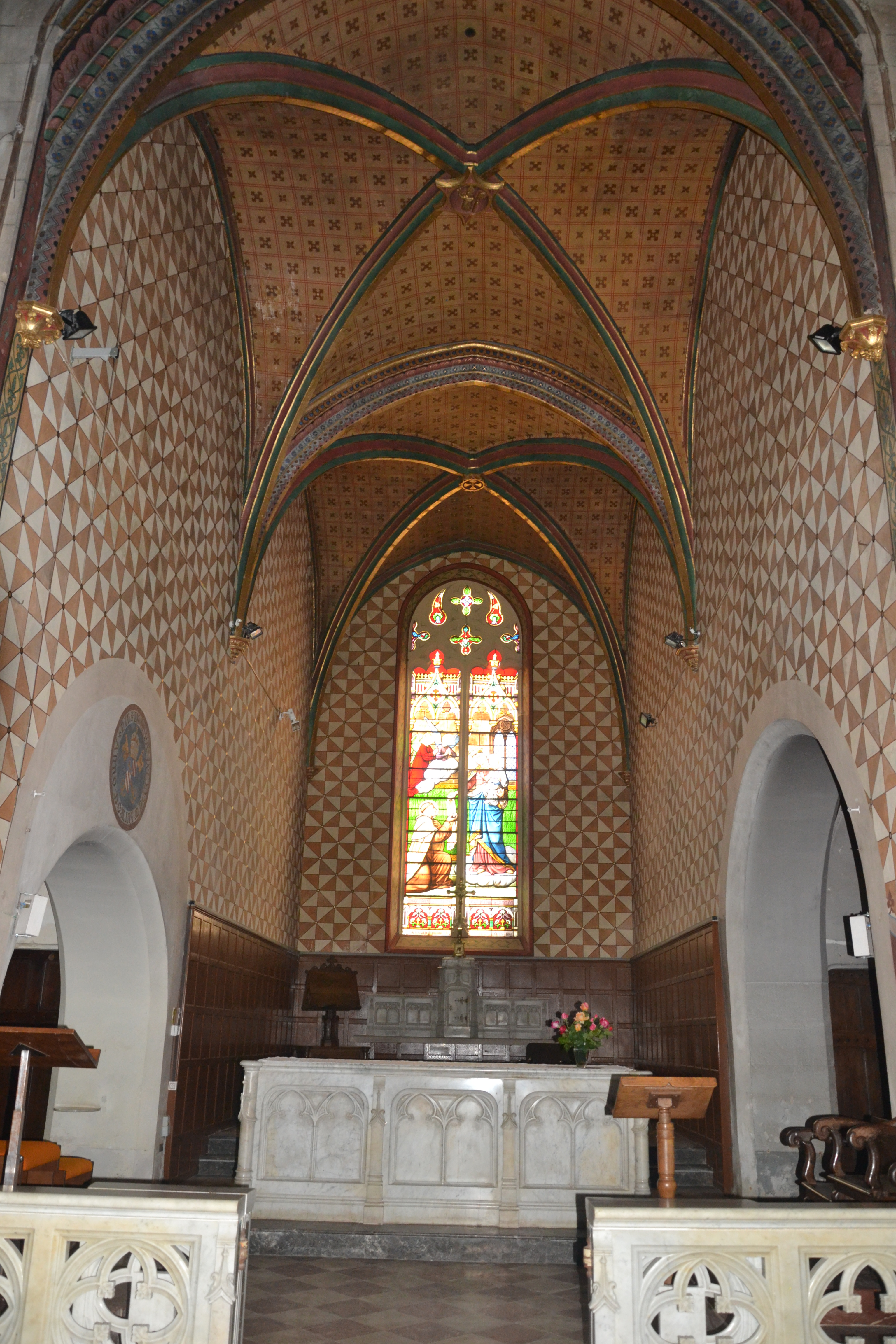
Le chœur. Le maître autel et le tabernacle.
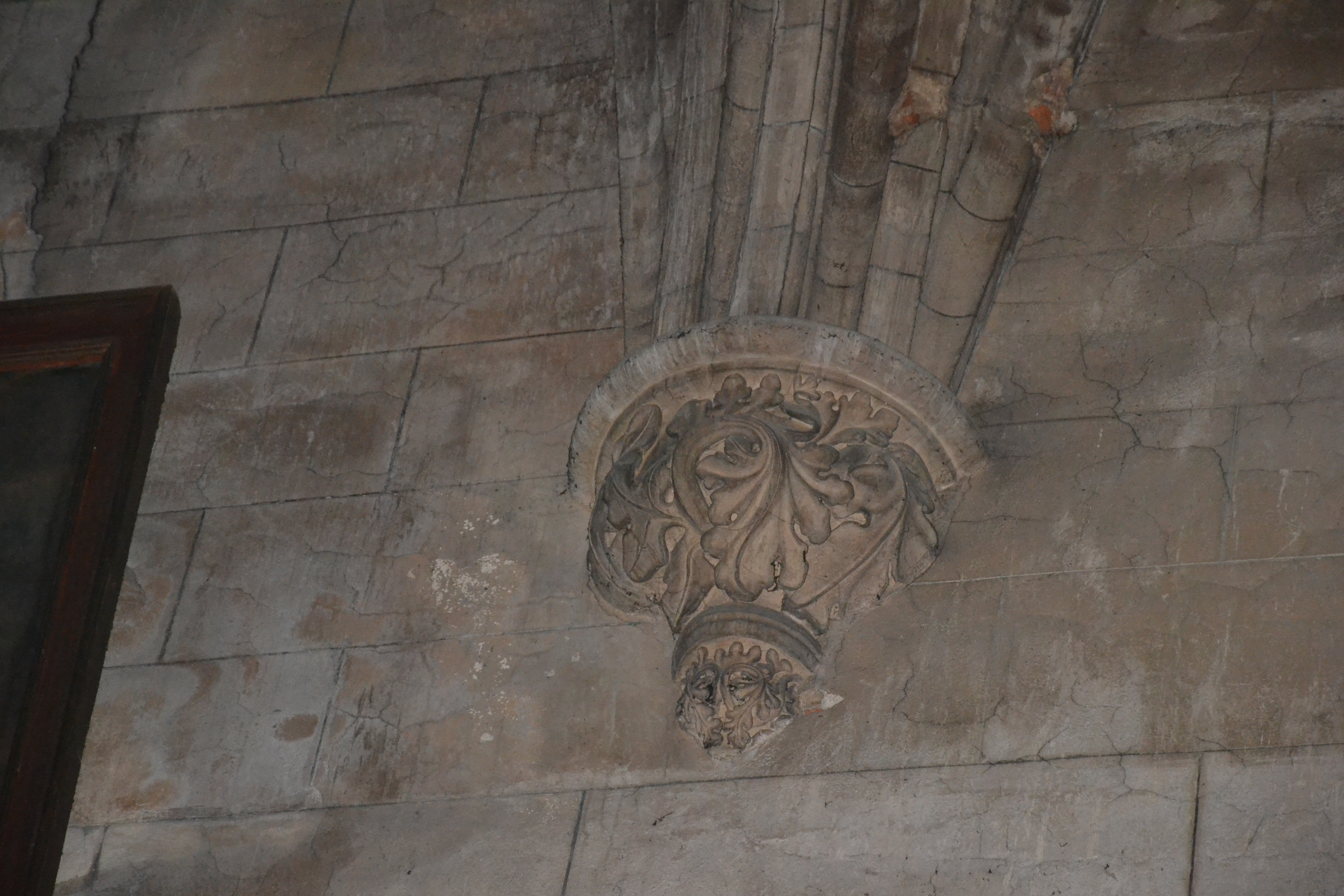
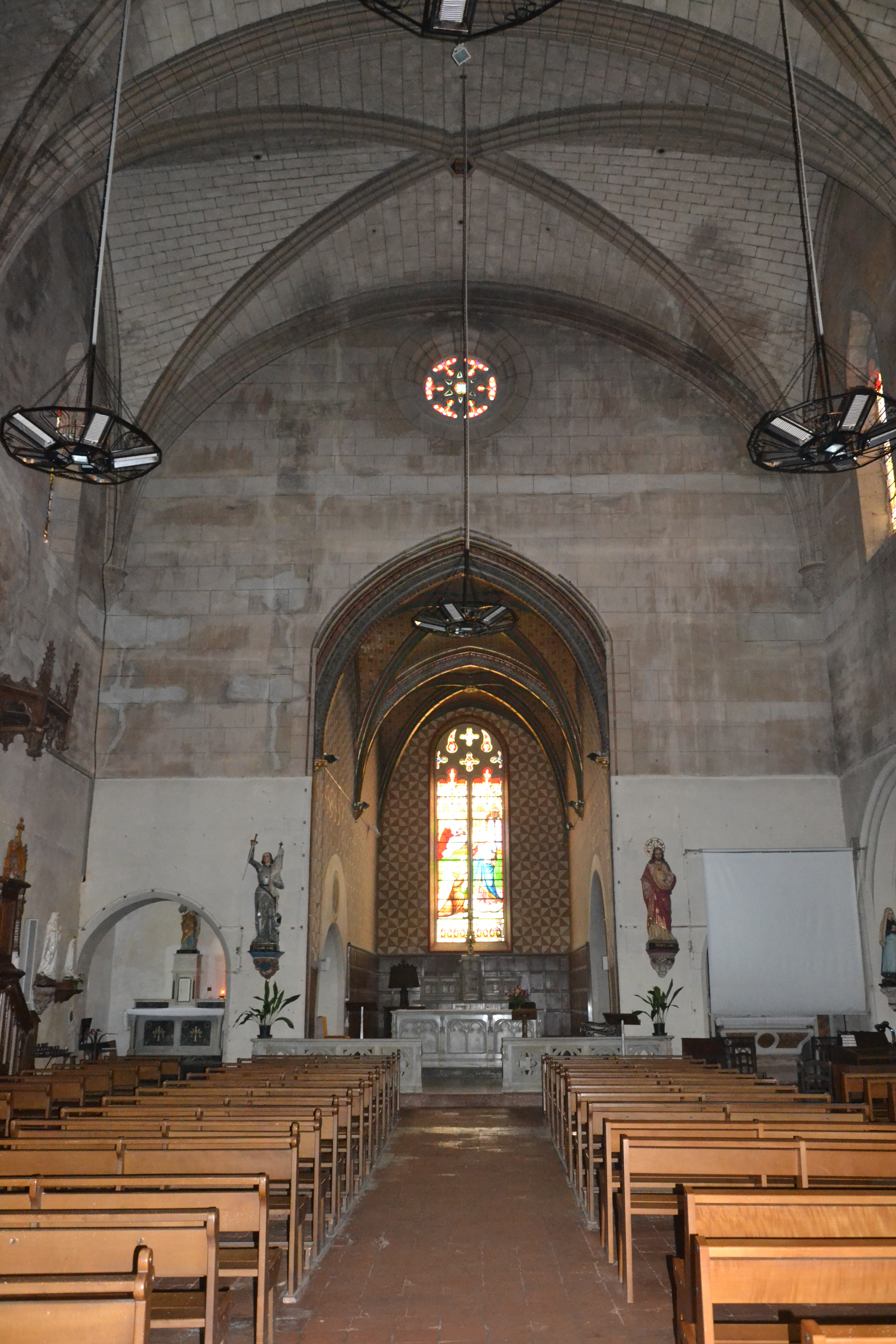
La nef et le chœur.
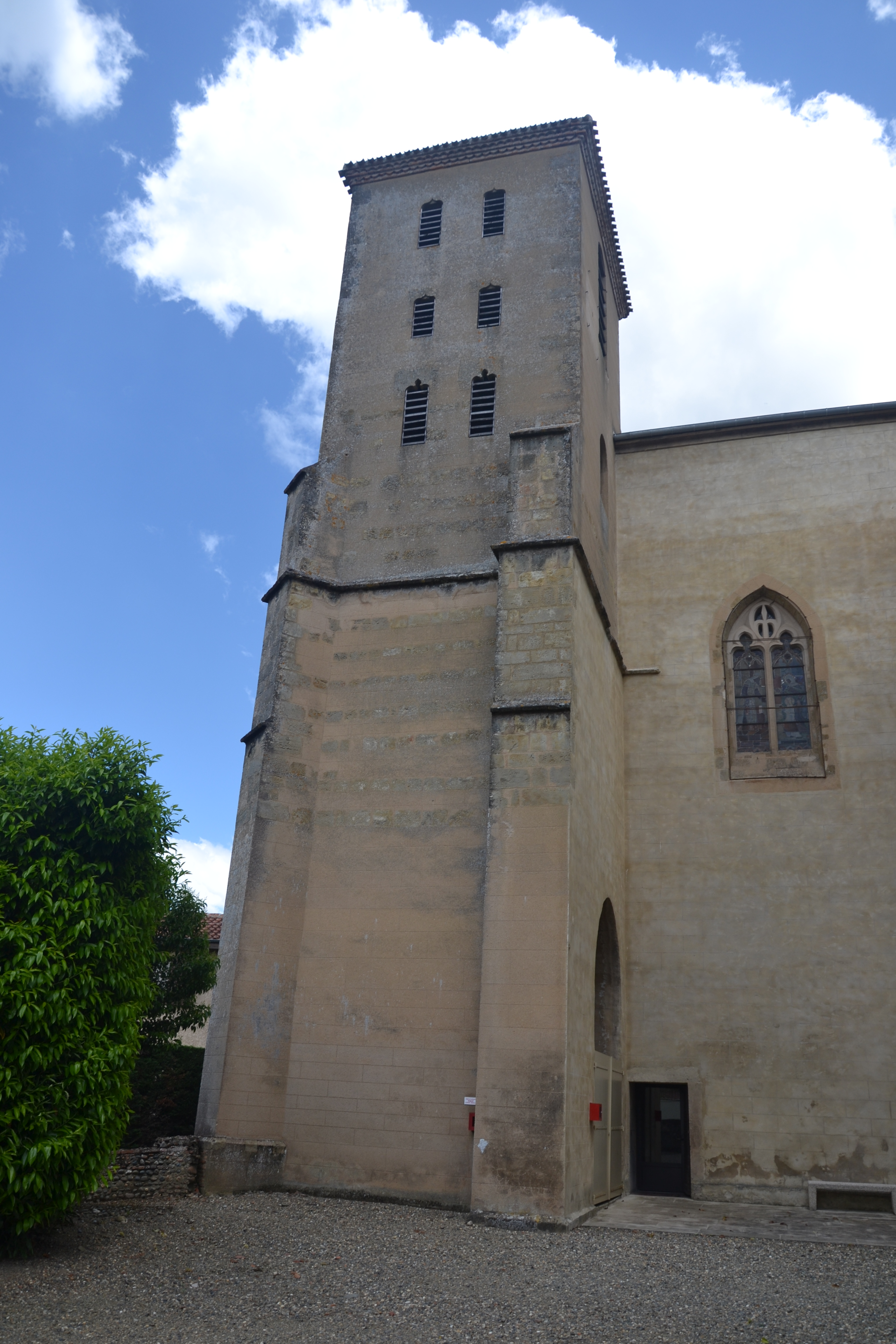
Le clocher.